# Best y Bester: Cada forma una aventura
Best y Bester: Cada forma una aventura es una serie de televisión animada finlandesa, británica y canadiense creada por Joonas Utti y Anttu Harlin. La serie debutó el 27 de junio de 2022 en Finlandia por Yle TV2 y se estrenó en YTV en Canadá el 18 de septiembre de 2022 y se transmitió internacionalmente por Nickelodeon.

## Argumento
Los hermanos gemelos Best y Bester nacieron en Bettertown, un lugar donde puedes elegir lo que quieres ser el día que vengas a este mundo. No se supone que sea demasiado difícil, excepto para Best y Bester, quienes siguieron discutiendo ese día especial y todavía están tratando de decidir qué quieren ser. Para ayudarles a tomar la decisión correcta, ¡se transforman en un cuerpo nuevo cada día! ¡Pueden ser cualquier objeto o animal y adoptar cualquier color o forma.

## Episodios
| N.º | Título                                                                                | Fecha de estreno original                                    | Fecha de estreno Latinoamérica                              | Cod. Prod. |
| --- | ------------------------------------------------------------------------------------- | ------------------------------------------------------------ | ----------------------------------------------------------- | ---------- |
| 1   | «Cuidando al cactus / Desastre en el hoyo 2» «Cactus Sitting / Disaster On Hole 2»    | 27 de junio de 2022                                          | 6 de agosto de 2022                                         | 101        |
| 2   | «Tras la joroba / Canta por tu cena» «Get The Hump / Sing For Your Supper»            | 4 de septiembre de 2022                                      | 13 de agosto de 2022                                        | 102        |
| 3   | «El gran partido / A patinar» «The Big Game / Get Your Skate On»                      | 10 de septiembre de 2022                                     | 20 de agosto de 2022                                        | 103        |
| 4   | «Don gritón / La solución a nada» «Get Shirty / This Solves Nothing»                  | 11 de septiembre de 2022                                     | 10 de septiembre de 2022                                    | 104        |
| 5   | «A dormir, Besty / Parte o reparte» «Rock-A-Bye Besty / Shake Or Break»               | 17 de septiembre de 2022                                     | 27 de agosto de 2022                                        | 105        |
| 6   | «Tenta-Hojuelas / El último nivel» «Tenta-Flakes / Boss Level»                        | 18 de septiembre de 2022                                     | 3 de septiembre de 2022                                     | 106        |
| 7   | «Pánico escénico / Pelotas perdidas» «Stage Struck / Ball Count»                      | 24 de septiembre de 2022                                     | 1 de octubre de 2022                                        | 107        |
| 8   | «El balde de los pendientes / Sargento Best» «Bucket Pants / A Best Too Far»          | 25 de septiembre de 2022                                     | 8 de octubre de 2022                                        | 108        |
| 9   | «No arruines el final / Pescado pasado» «Spoiler Alert / Something Fishy»             | 12 de diciembre de 2022 (109A)13 de diciembre de 2022 (109B) | 17 de septiembre de 2022                                    | 109        |
| 10  | «Trato justo / Planta de poder» «Fair Share / Power Plant»                            | 14 de diciembre de 2022 (110A)15 de diciembre de 2022 (110B) | 24 de septiembre de 2022                                    | 110        |
| 11  | «Mejores amiwos / Datos curiosos» «Best Fwends / The Trivialist Pursuit»              | 16 de diciembre de 2022 (111A)19 de diciembre de 2022 (111B) | 15 de octubre de 2022                                       | 111        |
| 12  | «Huevo podrido / Fuera de lugar» «Bad Eggs / Out Of Bounds»                           | 20 de diciembre de 2022 (112A)21 de diciembre de 2022 (112B) | 22 de octubre de 2022                                       | 112        |
| 13  | «Robo pisotón / El bosque y tú?» «Robo-Stomp / Wood You?»                             | 22 de diciembre de 2022 (113A)23 de diciembre de 2022 (113B) | 29 de octubre de 2022                                       | 113        |
| 14  | «Aje-Jala / Listo y más lista» «Chess-A-Pult / Smart & Smarter»                       | 27 de diciembre de 2022                                      | 14 de enero de 2023 (114A)21 de enero de 2023 (114B)        | 114        |
| 15  | «Con las manos en la taza / Lavado en seco» «Mugshot / Taken To The Cleaners»         | 29 de diciembre de 2022                                      | 28 de enero de 2023 (115A)4 de febrero de 2023 (115B)       | 115        |
| 16  | «En el cielo con Diamondo / Mejores amigos» «In The Sky With Diamondo / Best Buddies» | 14 de enero de 2023                                          | 5 de noviembre de 2022                                      | 116        |
| 17  | «Perturbación de donas / El amuleto maldito» «Donut Disturb / The Cursed Amulet»      | 15 de enero de 2023                                          | 12 de noviembre de 2022                                     | 117        |
| 18  | «Es tan cupido / Olor a amigo» «That's So Cupid / Buddy Odour»                        | 21 de enero de 2023                                          | 19 de noviembre de 2022                                     | 118        |
| 19  | «Vuelo o pelea / El empleado del mes» «Fight Or Flight / Employee Of The Month»       | 22 de enero de 2023                                          | 26 de noviembre de 2022                                     | 119        |
| 20  | «Atrapados al interior / Un largo retraso» «Stuck Inside / Long Overdue»              | 28 de enero de 2023 (120A)29 de enero de 2023 (120B)         | 3 de diciembre de 2022 (120A)10 de diciembre de 2022 (120B) | 120        |
| 21  | «Corazón de animal / Best y la bestia» «Animal Hearts / Beast & Beaster»              | —                                                            | 17 de diciembre de 2022 (121A)7 de enero de 2023 (121B)     | 121        |
| 22  | «Votos para Rocky / Hotel de una estrella» «Rocky The Vote / One Star Hotel»          | —                                                            | 11 de febrero de 2023 (122A)18 de febrero de 2023 (122B)    | 122        |
| 23  | «Sentimientos sumidos / Cómo un hermano» «That Sinkhole Feeling / Like A Brother»     | —                                                            | 25 de febrero de 2023 (123A)4 de marzo de 2023 (123B)       | 123        |
| 24  | «Dinero raro / Malteadas explosivas» «Funny Money / Shaking Bad»                      | —                                                            | 11 de marzo de 2023 (124A)18 de marzo de 2023 (124B)        | 124        |
| 25  | «Poder de atracción / Seguridad de hogar» «Pulling Power / Home Security»             | —                                                            | 25 de marzo de 2023 (125A)1 de abril de 2023 (125B)         | 125        |
| 26  | «El mejor día» «One Better Day»                                                       | —                                                            | 8 de abril de 2023                                          | 126        |